# Maastricht-Centrum
Maastricht-Centrum, ook wel Wijk 00 Centrum (CBS-code:093500), is volgens de indeling van het Centraal Bureau voor de Statistiek een van de zeven wijken van de Nederlandse stad en gemeente Maastricht. Maastricht-Centrum heeft een oppervlakte van circa 310 ha en telt ruim 18.000 inwoners. De wijk bestaat uit zeven buurten, waarvan er vijf op de linker en twee op de rechter Maasoever liggen.

## Ligging en indeling
Maastricht-Centrum is de centrale wijk van de gemeente Maastricht. De wijk ligt aan beide zijden van de rivier de Maas. De begrenzing op de westelijke Maasoever wordt min of meer gevormd door de singels, die onderdeel waren van de voormalige Ring Maastricht: Prins Bisschopsingel, Hertogsingel, Statensingel, Frontensingel en Fransensingel. Alleen in het noordelijke deel wordt daarvan afgeweken, omdat in plaats van de Fransensingel de voormalige aansluiting van de Noorderbrug op de Frontensingel wordt aangehouden. Op de oostelijke Maasoever vormt het spoorwegemplacement ten noorden van Station Maastricht de oostelijke begrenzing. Ten zuiden van het station is dat de Heugemerweg. In het noorden vormt de Noorderbrugaanlanding de grens; in het zuiden de John F. Kennedybrug en de daarop aansluitende Kennedysingel (met een boogje om het Vodafoonkantoor heen).
Alle wijken van Maastricht, met uitzondering van Maastricht-Noordoost, grenzen aan Maastricht-Centrum. Van de 44 buurten van Maastricht grenzen er elf aan het centrum (kloksgewijs vanaf het zuidwesten): Villapark, Jekerdal, Biesland, Mariaberg, Brusselsepoort, Frontenkwartier, Boschpoort, Limmel, Wyckerpoort, Heugemerveld en Randwyck.
Maastricht-Centrum telt officieel zeven buurten. Op de linker Maasoever zijn dat: Binnenstad, Jekerkwartier, Kommelkwartier, Statenkwartier en Boschstraatkwartier; op de rechter Maasoever: Wyck-Céramique en Sint Maartenspoort. Wyck is zowel qua oppervlakte (66 ha) en inwonertal (ruim 5000 inwoners) de grootste buurt; de Binnenstad is de kleinste buurt qua oppervlakte; het Jekerkwartier en Sint Maartenspoort hebben de minste inwoners (ca. 1600).

## Geschiedenis
De geschiedenis van Maastricht-Centrum komt min of meer overeen met die van de stad Maastricht tot aan het einde van de negentiende eeuw. Tot die tijd was de oppervlakte van de stad Maastricht kleiner dan de huidige wijk Centrum; vanaf 1796 iets groter.

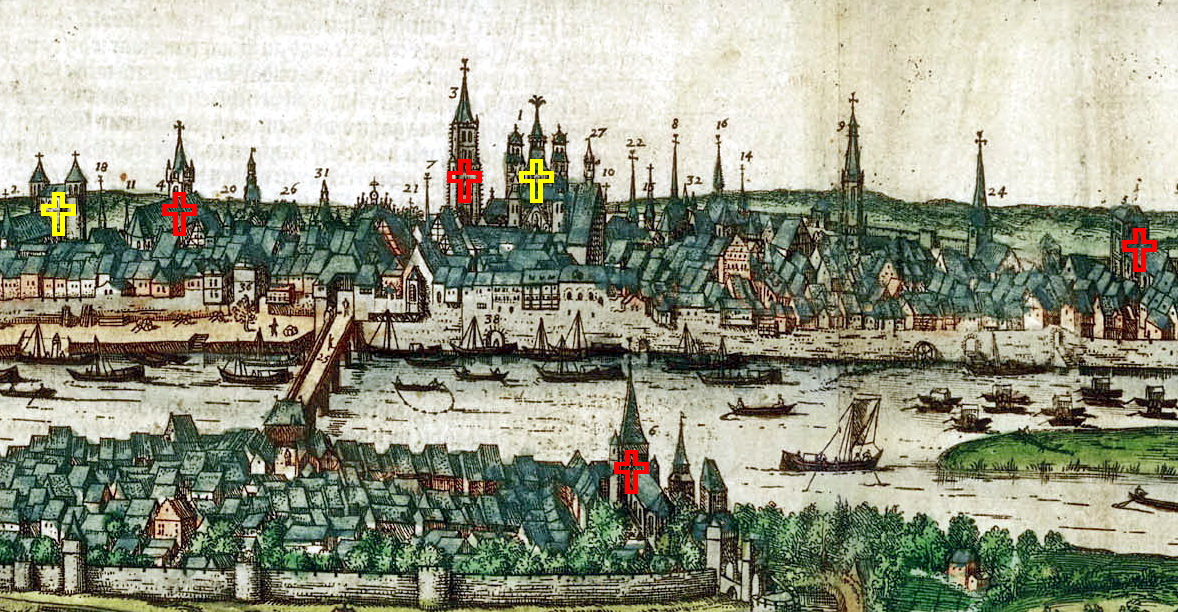
Maastricht gezien vanuit het oosten, ca. 1570. Gele kruisjes: de twee kapittelkerken; rode kruisjes: de vier parochiekerken

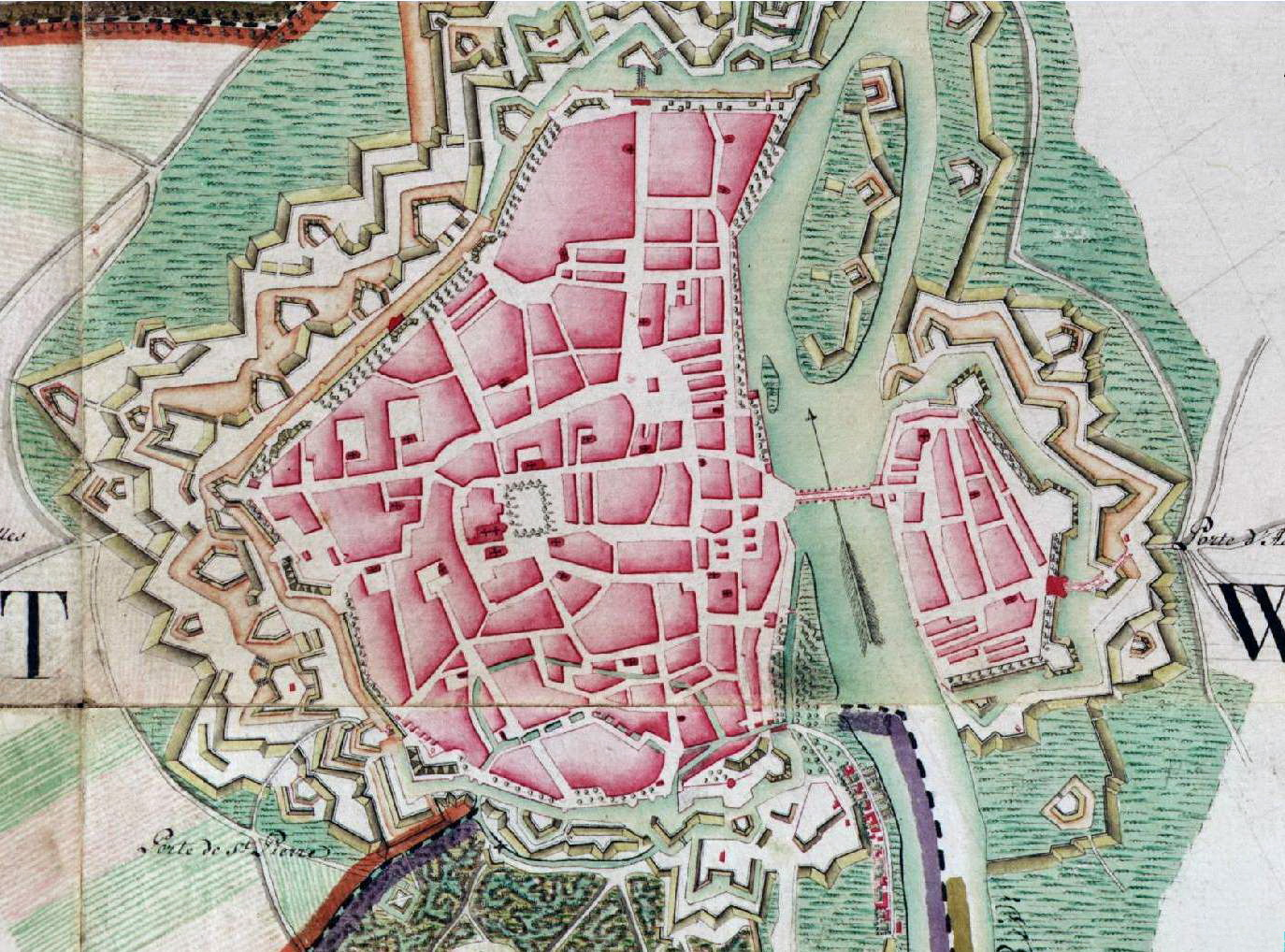
Maastricht op de Ferrariskaart in 1775

Het deel van het centrum binnen de eerste mideeleeuwse stadsomwalling is het oudst en dichtst bevolkt. De geschiedenis van dit gebied gaat terug tot de Romeinse en vroegmiddeleeuwse periode, toen woonkernen ontstonden rondom het Romeinse castellum, de Sint-Servaasabdij en in het stadsdeel wyck. In de hoge middeleeuwen groeiden die kernen aan elkaar vast en rond 1200 was dit gebied al door een aarden wal omgeven. Vanaf 1229 werd de nu nog deels bestaande eerste stadsmuur gebouwd. Eind dertiende eeuw bleek deze te nauw, waarna de tweede stadsmuur tot stand kwam, waarmee de oppervlakte van de ommuurde stad verviervoudigde (114 hectare, zonder Wyck). Omstreeks diezelfde tijd werd ook Wyck ommuurd, dat echter steeds klein bleef. Binnen de middeleeuwse stad namen de twee kapittelkerken een bijzondere positie in. Met name het kapittel van Sint-Servaas was een machtige instelling en vormde een eigen staatje binnen de stad. Naast de kapittelkerken waren er vier parochiekerken en twaalf tot vijftien wijk- of kerspelkapellen. In het gebied tussen de eerste en tweede enceinte (omwalling) vestigden zich diverse kloosters.
Rondom de tweede stadsmuur vormde zich vanaf de zestiende eeuw een ring van buitenwerken, waar geen permanente bouwwerken mochten worden opgericht. Tot 1796 behoorde de vestinggordel niet tot het stadsgebied, maar viel direct onder de verantwoordelijkheid van de door de Staten-Generaal aangestelde militaire gouverneur. Na de opheffing van de vesting in 1867 veranderde het aanzicht van dit gebied. De vestingwerken werden in snel tempo ontmanteld. Rondom de middeleeuwse stad werd de singelweg aangelegd, voor een deel pas aan het begin van de twintigste eeuw. Het noordelijk deel van de vestingterreinen (en het gebied ten zuiden van Wyck) werd voor de industrie gereserveerd. Elders verrezen woonwijken; als eerste het Villapark, dat bedoeld was voor welgestelden, en de Stationsbuurt in Wyck, bedoeld voor de middenklasse.
Ook intra muros deden zich vanaf de negentiende eeuw grote veranderingen voor. Veel kerken en kloosters die in de Franse tijd onteigend waren, werden gesloopt. Op de vrijgekomen terreinen vestigden zich veelal industrieën, zoals de kristal-, glas- en aardewerkfabrieken van Petrus Regout en de papierfabriek van Lhoëst & Weustenraad, de latere Sphinx en KNP. Daarnaast kwamen grote infrastructurele werken tot stand, zoals de binnenhaven Bassin (1826), het Kanaal Luik-Maastricht (1850) en de Spoorbrug (1857). De eerste spoorwegstations werden wegens plaatsgebrek binnen de singels gebouwd op terreinen in de gemeente Meerssen. Ook werden in deze periode tal van straten verbreed in verband met het toegenomen verkeer, vaak gecombineerd met de aanleg van riolering, waarvoor tal van middeleeuwse panden werden afgebroken. Pas in de twintigste eeuw werd een tweede verkeersbrug over de Maas aangelegd, de Wilhelminabrug.
In de jaren 1950 en 60 overheerste ook in Maastricht het 'vooruitgangsdenken', dat vooral in termen van welvaart, economische groei en verkeersdoorstroming werd geformuleerd. Het leidende motto daarbij was: "De binnenstad is niet alleen om ín te leven, doch ook om ván te leven." Terwijl de economische functie van het centrum sterk toenam, nam het aantal binnenstadsbewoners sterk af: tussen 1946 en 1966 daalde dit van 22.312 naar 11.035, een halvering. In het centrum van Maastricht verrezen enkele kantoorkolossen en warenhuizen, onder andere de Stadskantoren aan de Markt en het Entre Deux-complex, die beide alweer gesloopt zijn. Plannen om door middel van een doorbraak door het Statenkwartier de verkeersdoorstroming te verbeteren werden niet uitgevoerd. Wel werd op het tracé van het gedempte kanaal naar Luik de Maasboulevard aangelegd, waarvoor delen van het Stadspark werden opgeofferd.
Mede als gevolg van het 'vooruitgangsdenken' werd het als noodzakelijk gezien om oude stadswijken te saneren: bewoners werden gedwongen te verhuizen naar zogenaamde woonscholen of andere nieuwbouwwijken, en de huizen die ze achterlieten werden vervangen door nieuwbouw. Bij de sanering van het Stokstraatkwartier, een van de oudste buurten van Maastricht, gebeurde het eerste wel, maar het tweede niet: de huizen werden hier niet afgebroken maar gerenoveerd, wat een innovatie was in de vroege jaren 1960. Een decennium later koos men bij het Boschstraatkwartier weer voor de vertrouwde methode van sloop en nieuwbouw. Sinds de jaren 1980 en 90 is het centrum weer in trek als woongebied. Na het jaar 2000 is de druk op de binnenstad sterk toegenomen, onder andere door de toename van het aantal studentenhuizen in sommige buurten en door het sterk toegenomen toerisme (waaronder het drugstoerisme).

## Architectuur en stedenbouw
Een groot deel van Maastricht-Centrum was onderdeel van de ommuurde middeleeuwse stad en valt onder het Rijksbeschermd gezicht Maastricht. Enkele delen liggen buiten de voormalige stadsomwalling: het zuidelijk deel van het Jekerkwartier (Stadspark en Tapijnkazerne), het oostelijk en zuidelijk deel van Wyck (Stationsbuurt en Céramique) en de gehele buurt Sint-Maartenspoort. In de hele wijk bevinden zich 1372 rijksmonumenten (bestaande uit 1488 objecten) en 1053 gemeentelijke monumenten (1451 objecten). Hoewel er veel verloren is gegaan, bezit de stad meer middeleeuws erfgoed dan welke andere Nederlandse stad. Naast de twee romaanse kapittelkerken bleven twee van de vier gotische parochiekerken bewaard, alsmede een viertal gotische kloosterkerken. Van de vele middeleeuwse gasthuis- en kerspelkapellen ontsnapte geen enkele aan de slopershamer. Ook de grote, middeleeuwse kloostercomplexen van de Duitse ridders en de antonieten werden in de negentiende eeuw gesloopt, terwijl van het Beyartklooster slechts een ruïne bewaard bleef. Van de eerste en tweede stadsmuur werden grote delen afgebroken, maar wat resteert is nog steeds indrukwekkend. Van de vele stadpoorten bleef er slechts één bewaard (de Helpoort), naast enkele waterpoorten. De 'middeleeuwse' Sint Servaasbrug is in feite een reconstructie uit de jaren 1930, maar geldt niettemin als de oudste brug van Nederland.
Van de monumenten na 1500 kunnen genoemd worden het Dinghuis en het Stadhuis van Maastricht, als bakens van stedelijke trots, het Spaans Gouvernement en andere kanunnikenhuizen rondom het Vrijthof en het Onze Lieve Vrouweplein, diverse poort- en refugiehuizen en andere herenhuizen in onder andere de Boschstraat, Grote Gracht, Brusselsestraat, Tongersestraat en Bredestraat. Het Jekerkwartier is vooral bekend om zijn pittoreske straatjes en de vele onderwijsinstellingen, waarvan er enkele in moderne gebouwen zijn ondergebracht. Vermeldenswaard zijn de Jan van Eyck Academie van Frits Peutz en de Maastricht Academy of Fine Arts and Design van Wiel Arets. Moderne architectuur is ook langs de Maas te vinden, met name in het door Jo Coenen ontworpen stadsdeel Céramique.

## Fotogalerij

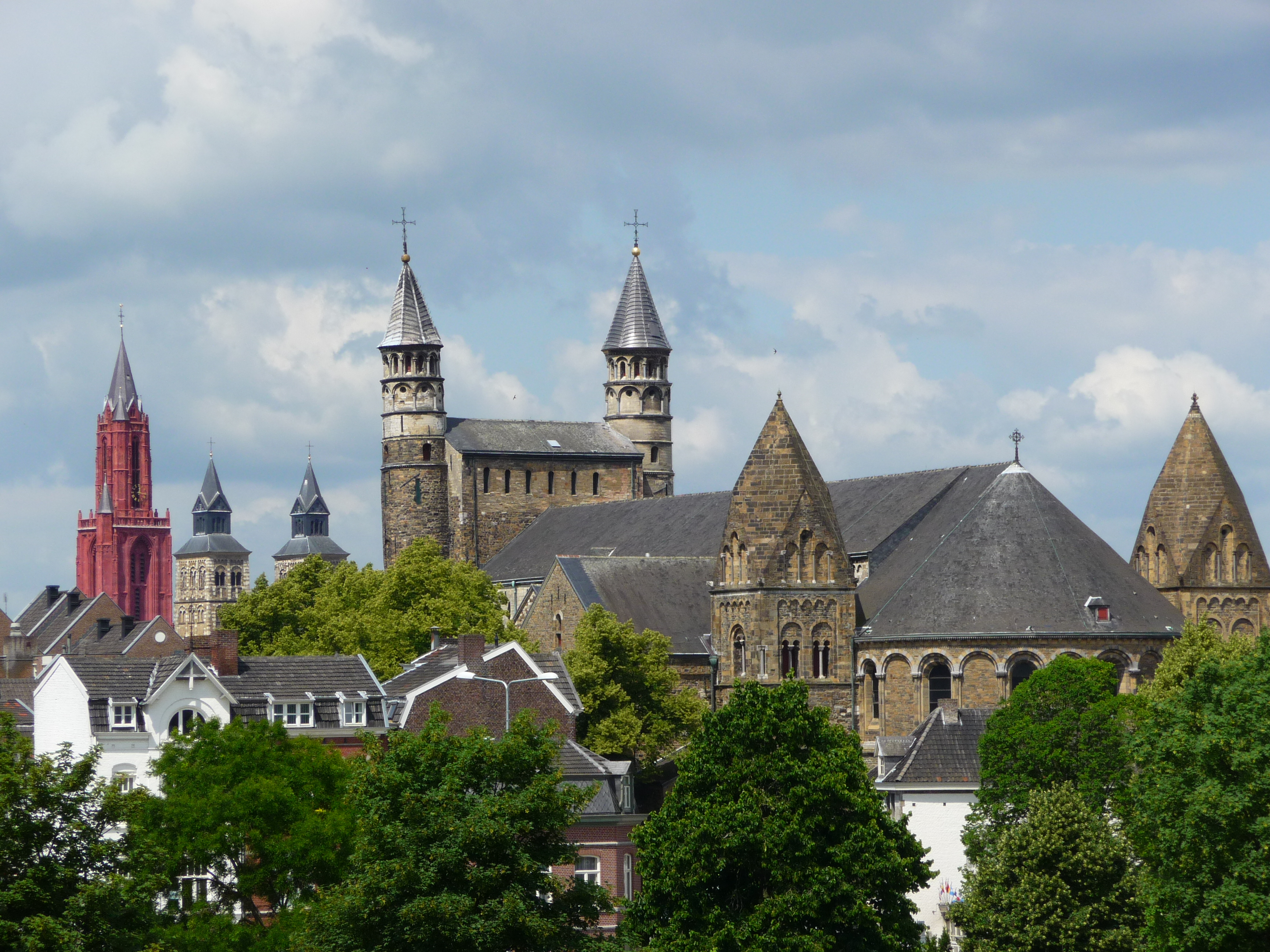
Torens St.-Jan, St.-Servaas- en O.L.-Vrouwebasiliek
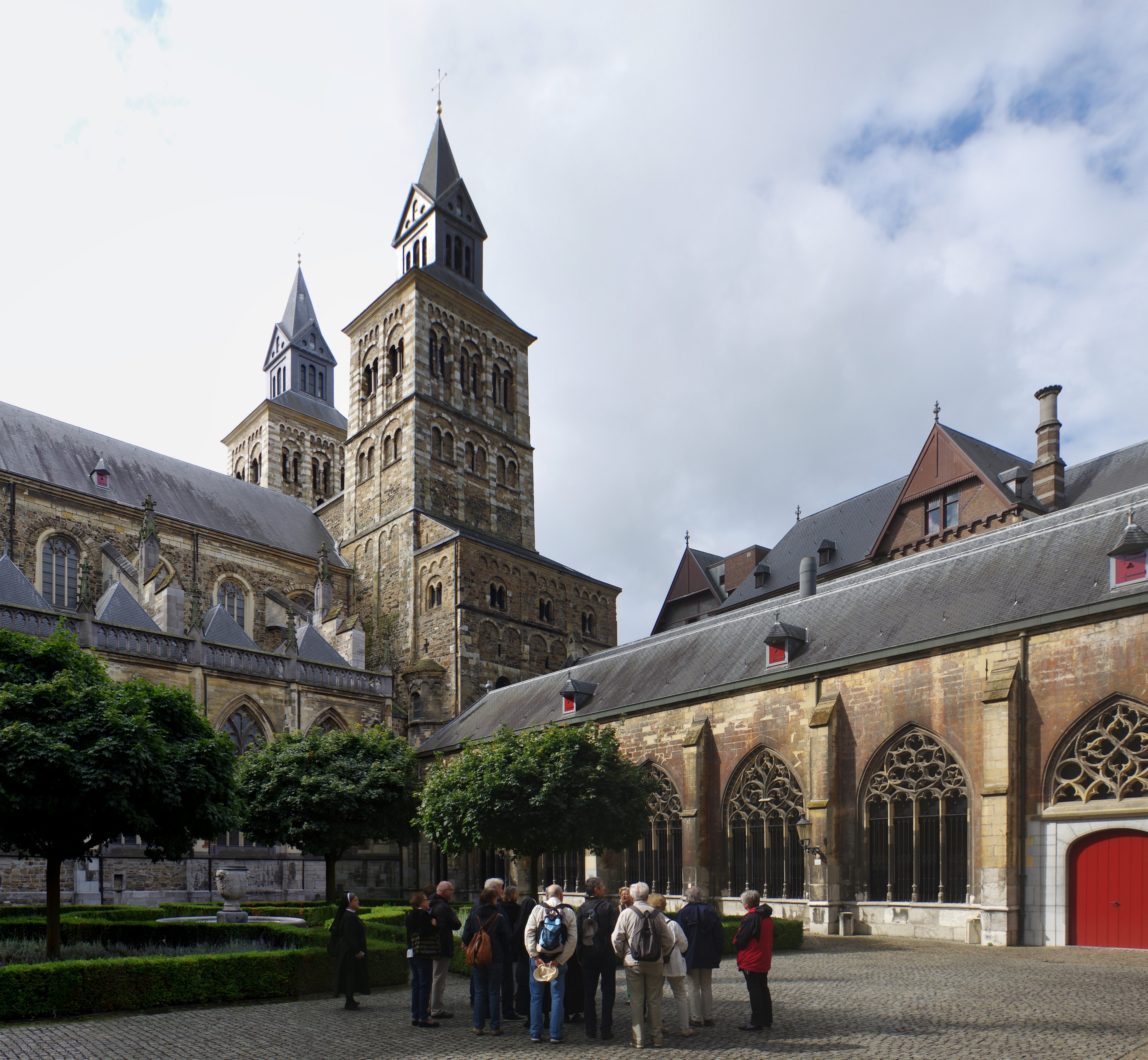
Westwerk St.-Servaasbasiliek vanuit de pandhof
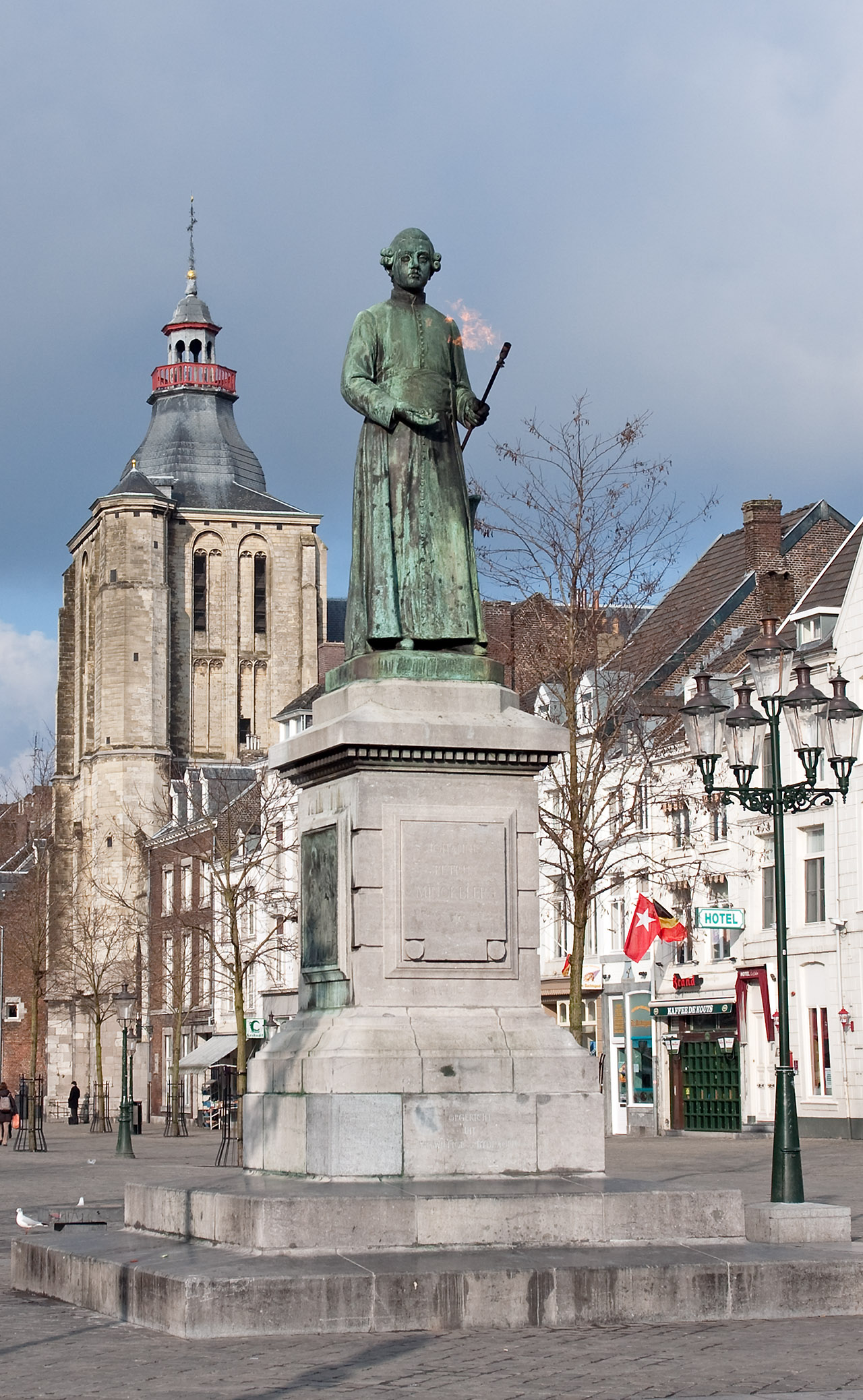
Standbeeld J.P. Minckelers en St.-Matthiaskerk
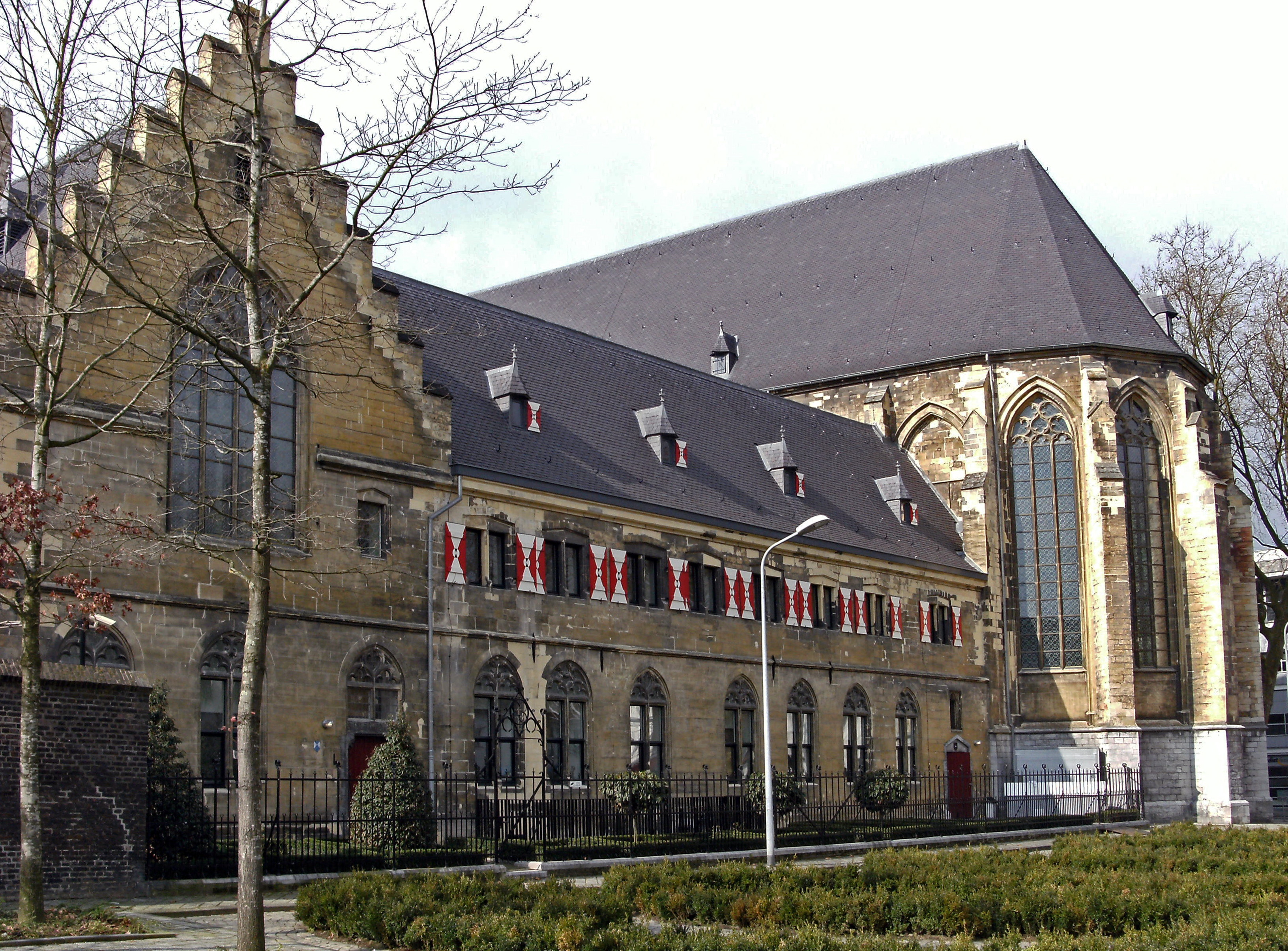
Kruisherenklooster en -kerk
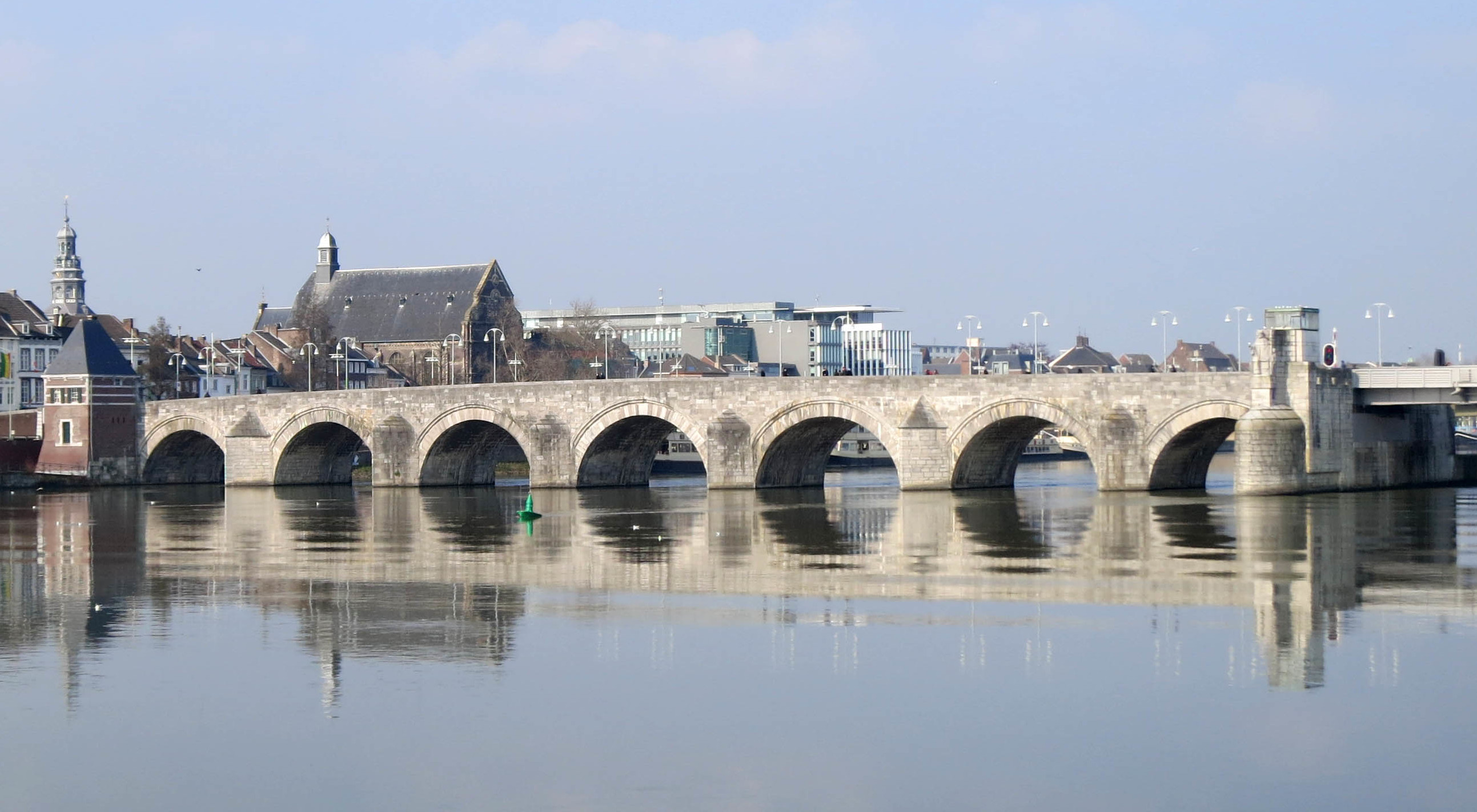
Sint Servaasbrug
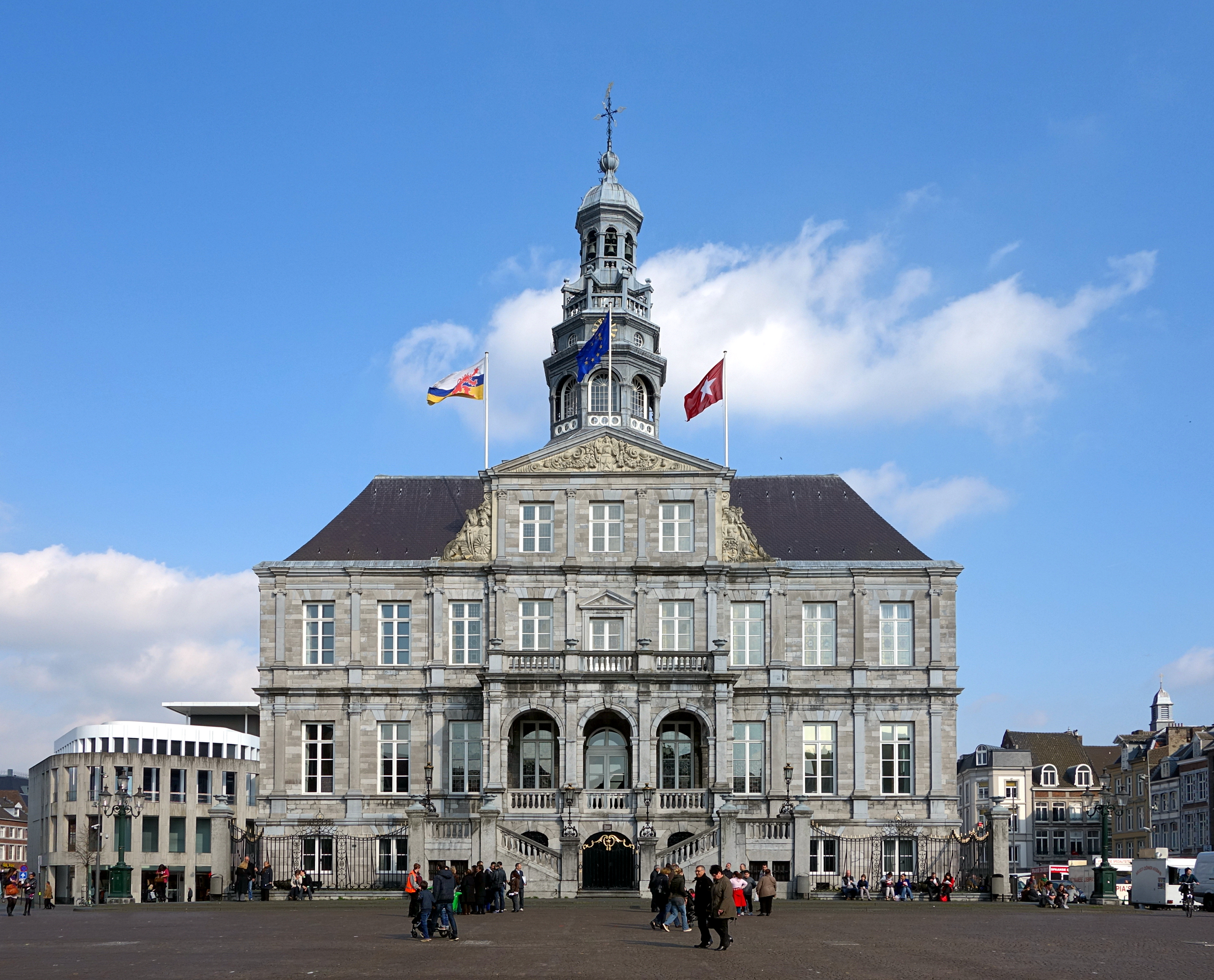
Stadhuis van Maastricht
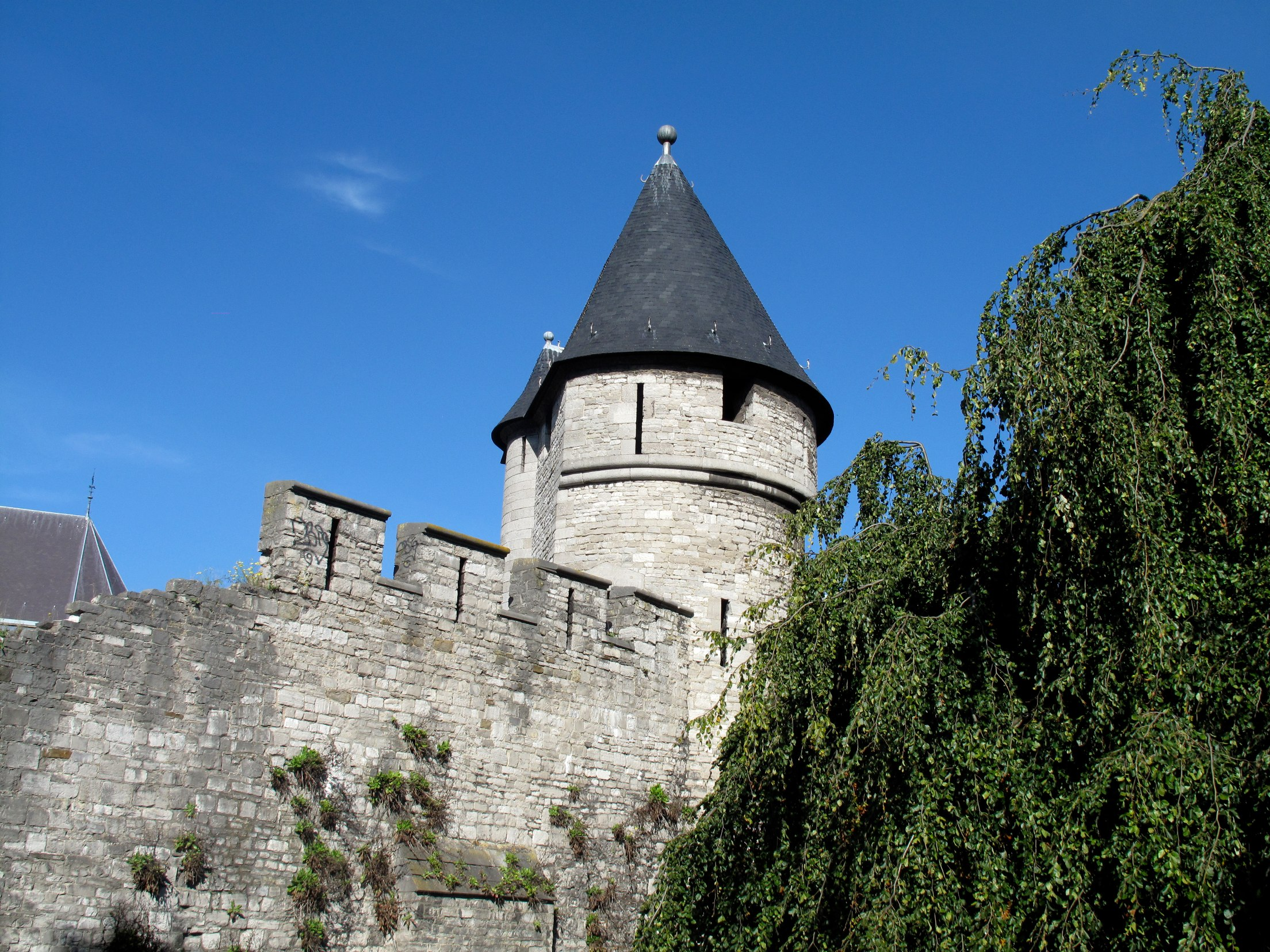
Pater Vincktoren
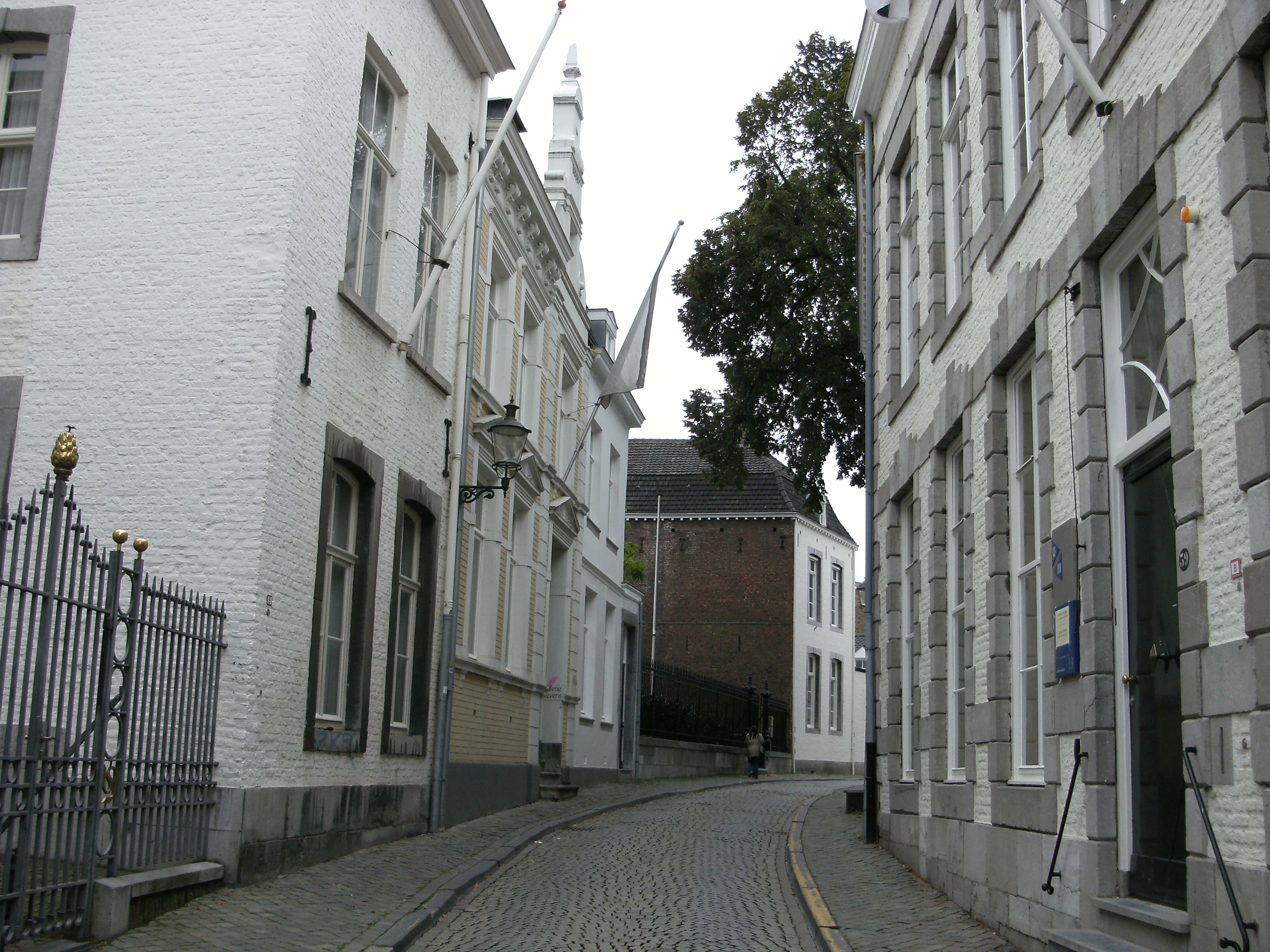
Kanunnikenhuizen
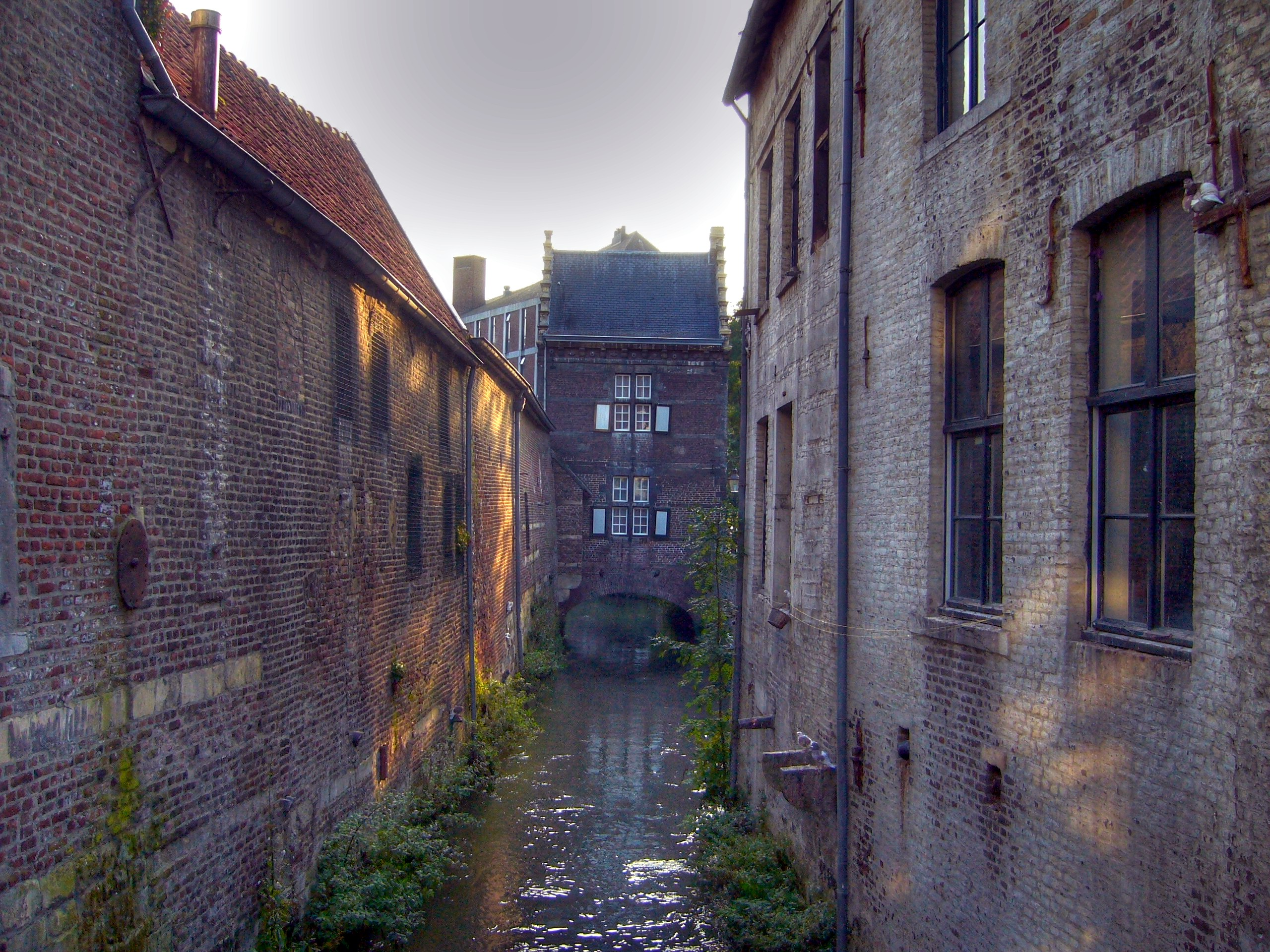
Jekerkwartier
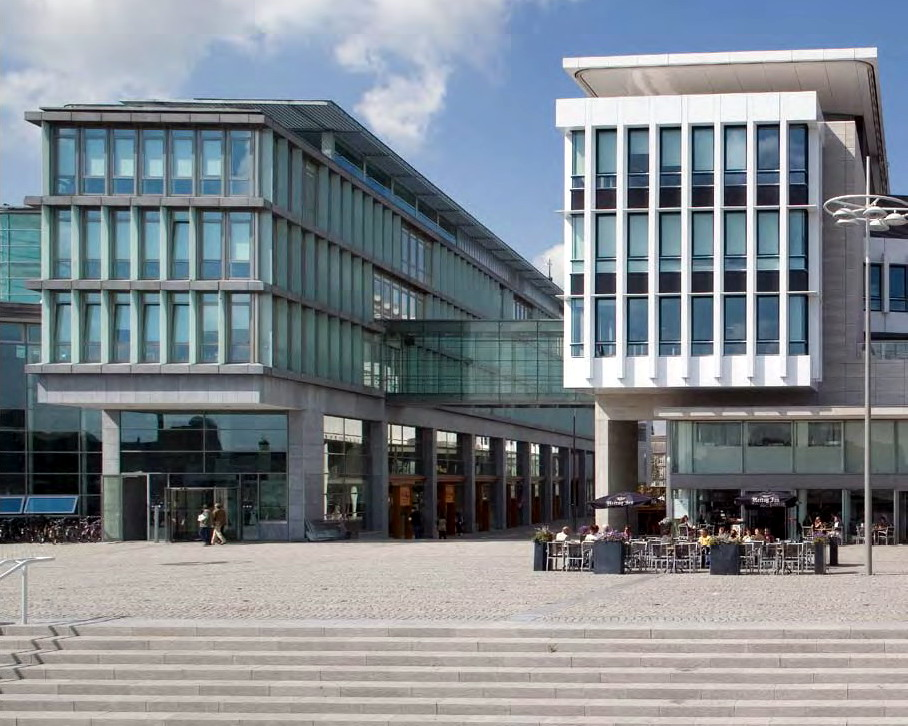
Mosae Forum
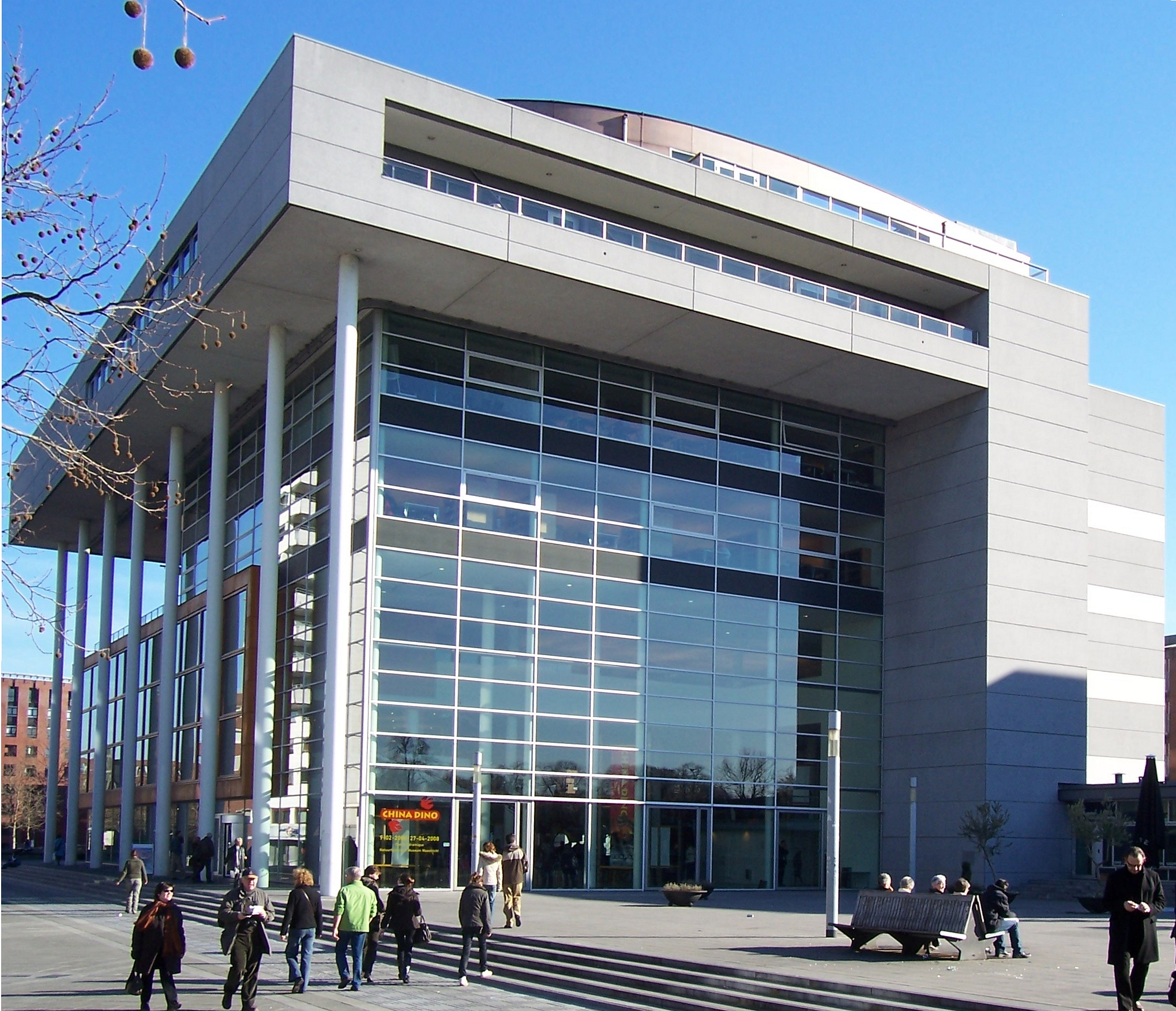
Centre Céramique
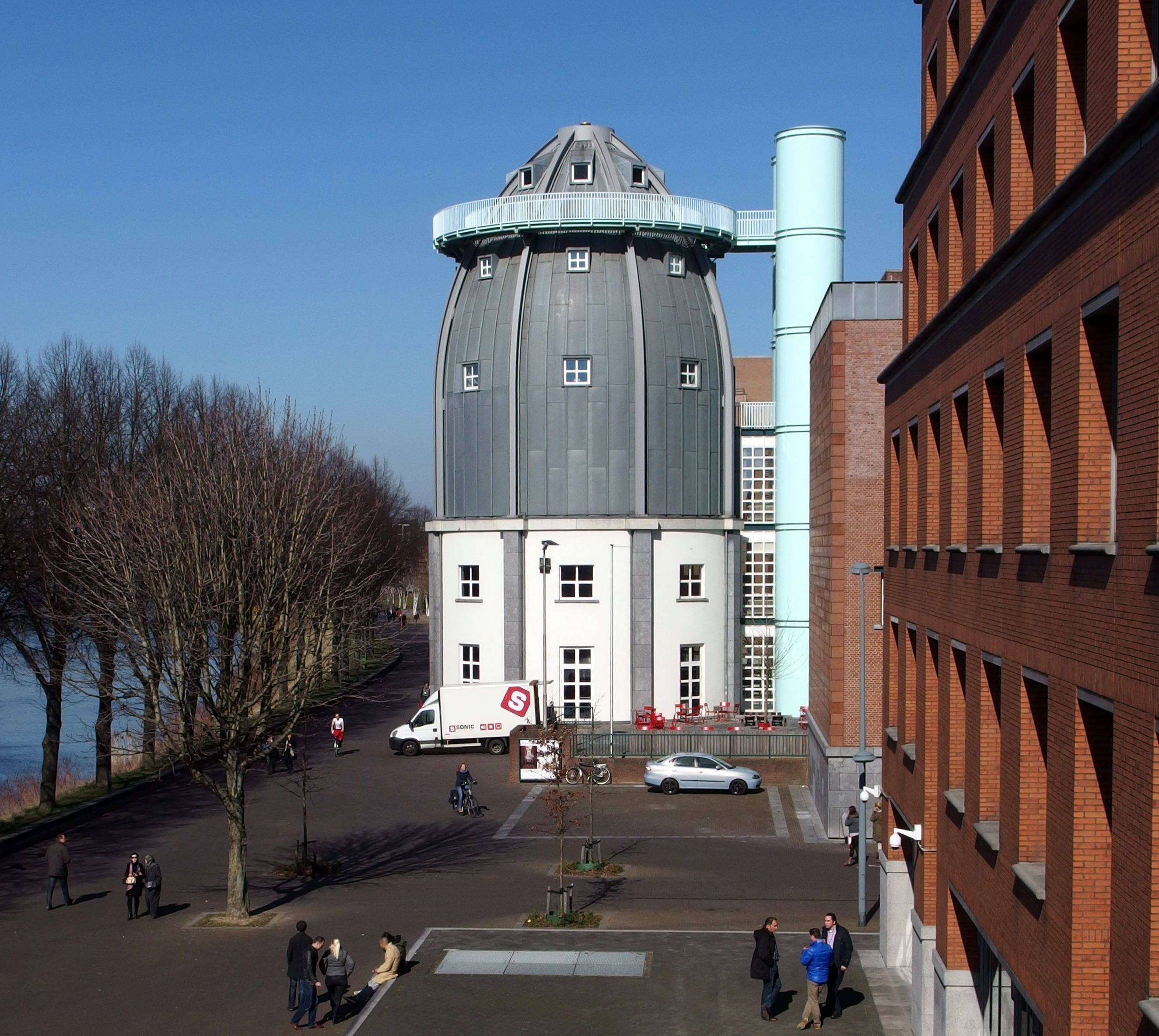
Bonnefantenmuseum